# Vezovje
Vezovje je naselje v Občini Šentjur.